# Chruszczowka

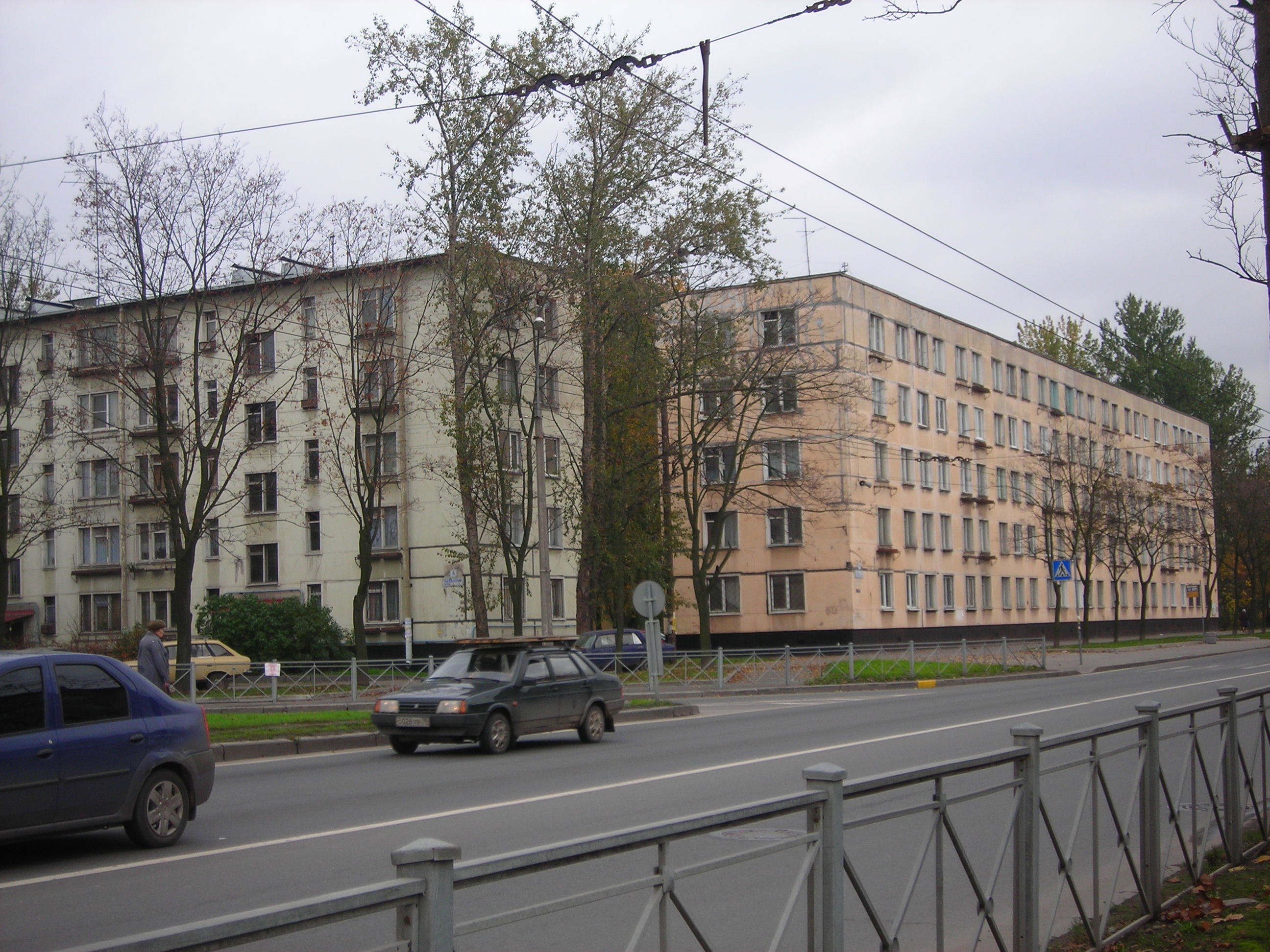
Chruszczowki z prefabrykatów w Petersburgu (2007)

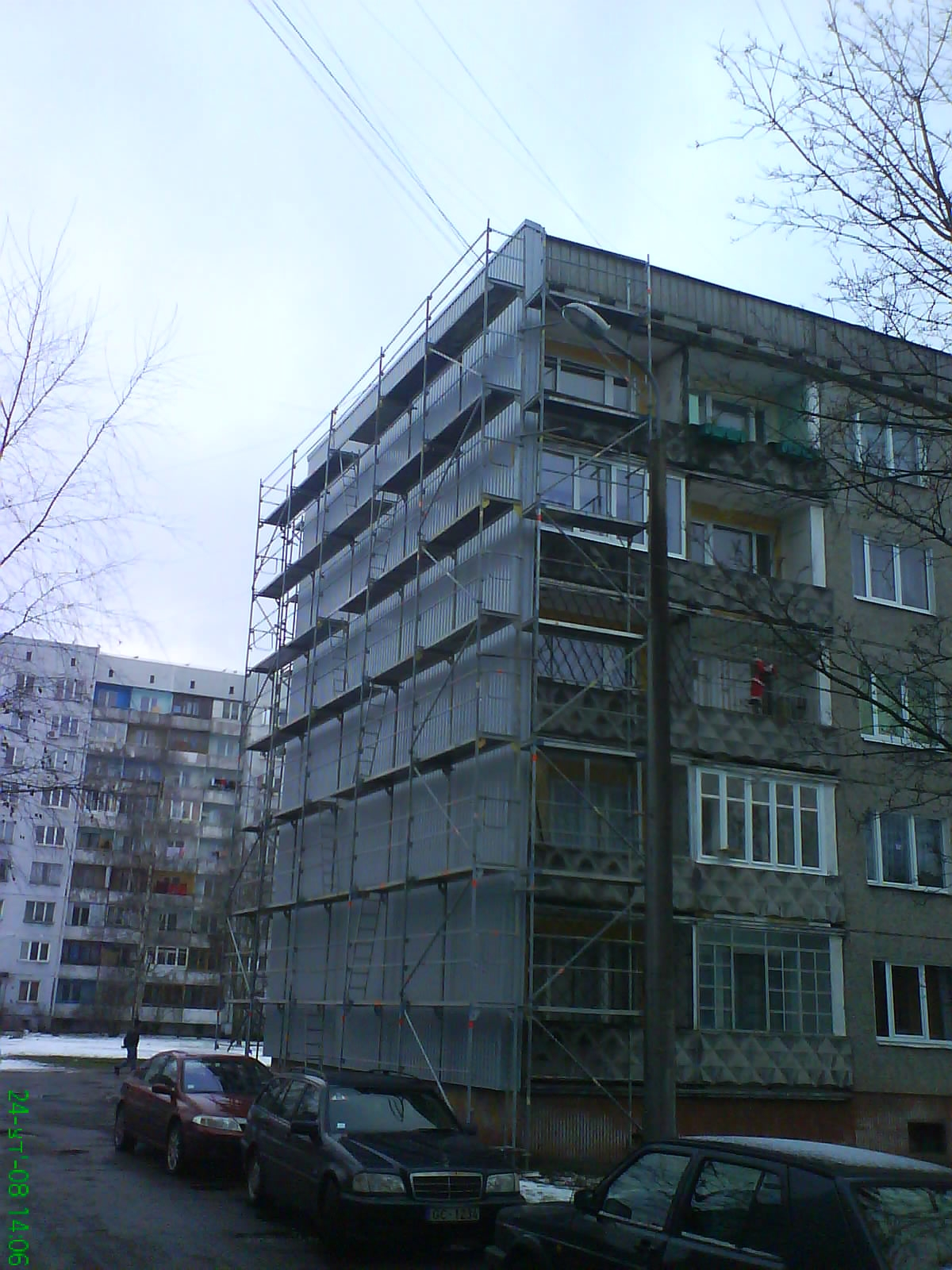
Docieplanie chruszczowki w Rydze (2008)

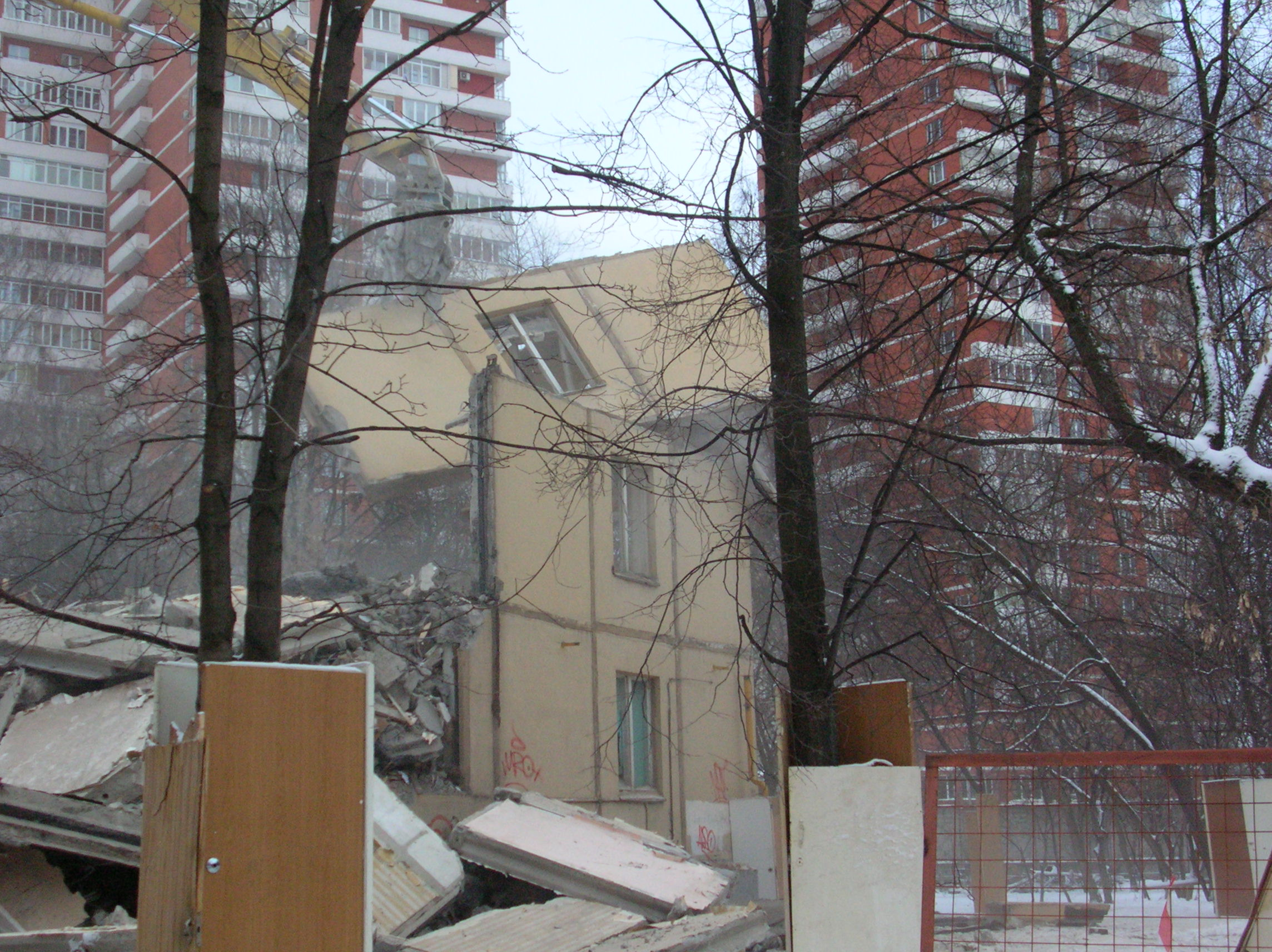
Wyburzanie chruszczowek w Moskwie (2008)

Chruszczowka (ros. хрущёвка) – potoczna nazwa rozpowszechnionego w Rosji i republikach byłego Związku Radzieckiego rodzaju budynku mieszkalnego wykonanego z wykorzystaniem technologii wielkiej płyty lub cegły. Był masowo budowany w latach 1959–1985.
Najczęściej miał 5 kondygnacji (parter w ZSRR był liczony jako pierwsze piętro), a swoją nazwę czerpał od nazwiska I sekretarza KC KPZR i przywódcy państwa radzieckiego Nikity Chruszczowa, za którego rządów rozpoczęto na skalę masową budowanie tego rodzaju budynków.
Inna, potoczna nazwa tego rodzaju budynków to „lodówka Chruszczowa”, wynikająca z ich słabej termoizolacji.
W sumie przez blisko 30 lat zbudowano w ZSRR chruszczowki o łącznej powierzchni użytkowej 290 mln m² – statystycznie mieszkał w nich co dziesiąty obywatel ZSRR. Na początku XXI wieku w chruszczowce mieszkał co ósmy mieszkaniec Petersburga.

## Historia
Pierwsze domy, nazwane później „chruszczowkami” pojawiły się w ZSRR wraz z dotarciem do tego państwa stworzonej na Zachodzie w latach 20. i 30. XX wieku technologii prefabrykacji budowlanej i hitlerowskiej idei budowy tanich, szybkich w produkcji domów mieszkalnych dla mas. Były to eksperymentalne budynki budowane w Moskwie na podstawie projektów opracowanych przez Gosstrojprojekt i Akademię Architektury ZSRR. Ich autorem był inżynier Witalij Łagutienko, a najpopularniejszy z nich, 5-piętrowy i najtańszy nosił symbol K-7. Pierwowzory chruszczowek pojawiły się w Moskwie w 1948. W 1950 rozpoczęto produkcję tych domów na skalę przemysłową. Gwałtowny rozwój tego rodzaju budownictwa nastąpił w połowie lat 50. wraz z uchwałami KC KPZR i Rady Ministrów z 1954 o budowie ponad 400 wytwórni prefabrykatów na terenie ZSRR przeznaczonych dla tego rodzaju budownictwa i z 1957 o rozwoju budownictwa mieszkaniowego w ZSRR. Szybkiemu wdrażaniu tego rodzaju budownictwa sprzyjała również wytyczna samego I sekretarza Nikity Chruszczowa, który za jeden z głównych celów swojej polityki wewnętrznej uznał zapewnienie każdemu obywatelowi ZSRR własnego mieszkania. Chruszczow z tym rodzajem budownictwa miał się zetknąć podczas swojej wizyty we Francji w 1950.
Budowy chruszczowek zaprzestano w połowie lat 80. XX wieku. Obecnie dla większości miast rosyjskich są one problemem urbanistycznym. Ich tani i względnie mało solidny sposób budowania nie był przewidziany do użytkowania na dłużej niż 25–30 lat. Zajmując atrakcyjne tereny i jednocześnie stwarzając zagrożenie dla ich użytkowników, są coraz droższe w utrzymaniu. Ich modernizacja związana by była z kolei z kosztami liczonymi w miliardach rubli. Dlatego też najczęściej się je po prostu wyburza. W styczniu 2017 prezydent Władimir Putin w ramach „mieszkaniowej rewolucji” nakazał merowi Moskwy sporządzenie listy budynków-chruszczowek przeznaczonych do wyburzenia. Rozbiórka miała się odbywać bez zgody mieszkańców, których docelowo miano przesiedlać do nowych mieszkań komunalnych na peryferiach. Miała ona objąć około 4,5 tysiąca domów. Decyzja prezydenta, zanim jeszcze weszła w życie, wywołała szeroką falę protestów i demonstracji w mieście. Ostatecznie w czerwcu 2017 Duma Państwowa Federacji Rosyjskiej przyjęła ustawę o wyburzeniu chruszczowek, jednak ze znaczącymi zmianami w stosunku do pierwotnego projektu – decyzja o wyburzeniu ma należeć do mieszkańców budynku (minimum 2/3 musi się opowiedzieć za jego rozbiórką), a właścicielom mieszkań zagwarantowano wysokie odszkodowania.
Dziś mocno krytykowana i wyśmiewana typowa chruszczowka – symbol ZSRR, według autorów współczesnej Encyklopedii Rynku Nieruchomości pomogła „milionom ludzi przenieść się do nowych mieszkań z baraków i mieszkań komunalnych i zacząć żyć po ludzku”. Eksperci zwracają uwagę na fakt, iż domy te pomimo niskiej jakości budowy przetrwały praktycznie bez żadnych remontów przez kilkadziesiąt lat. W Rosji (w Moskwie i Petersburgu) i w byłych republikach radzieckich są one również poddawane remontom na koszt władz, polegającym głównie na ich docieplaniu warstwą termoizolacyjną na elewacji. Według niektórych specjalistów rosyjskich, typowa chruszczowka przy odpowiednim kosztownym remoncie może być użytkowana jeszcze przez 60–80 lat.

## Charakterystyka
Klasyczna chruszczowka ma nie więcej niż 5 pięter, licząc z parterem. Wynikało to z założeń radzieckich projektantów, którzy uważali, że pięć pięter to maksymalna wysokość, jaką mieszkaniec może pokonać po schodach bez nadwerężania swojego zdrowia. Brak windy zwiększał jednocześnie możliwość stworzenia dodatkowego metrażu mieszkalnego. Mieszkania typowej chruszczowki miały najczęściej dwa pokoje o wysokości 2,5 metra i powierzchni 15–18 m² (duży pokój – salon) i 9–12 m² (mały pokój – sypialnia). Początkowo była to konstrukcja o szkielecie wyłącznie stalowym, jednak później, z powodu zbyt dużego zużycia tego strategicznego metalu (16 kg na 1 m³ budowli), zastąpiono go szkieletem żelbetowym (3,75 kg na 1 m³).